# Club Tiro Federal y Deportivo Morteros
El Club Tiro Federal y Deportivo Morteros, o Tiro Federal de Morteros, es una entidad deportiva ubicada en la ciudad de Morteros, departamento San Justo, provincia de Córdoba, Argentina. Compitió en el año 2020 en el Torneo Federal B de Fútbol, y la Liga Argentina de Básquetbol. El club también participa en la Liga Regional de Fútbol San Francisco.

## Historia
La historia del club Tiro Federal y Deportivo Morteros comienza el 1° de enero de 1940, cuando fruto de la fusión de tres entidades deportivas como “Club Sportivo Independiente”, "Lawn Tenis CLub Morteros" y "Club Atlético Morteros" se conforma el “Sport Club Morteros”.
Un año más tarde, la Comisión Directiva del flamante club realizó gestiones para construir el polígono de tiro y desarrollar tal actividad lo que, según la Dirección General de Tiro y Gimnasia de la Nación, obligaba a una reforma estatutaria y a un cambio de nombre en la institución. El 15 de septiembre de 1941, en Asamblea General Extraordinaria, es aprobado el proyecto y ese día nace Tiro Federal y Deportivo Morteros.

## Presidentes

### Comisión directiva
- Presidente:
  -  Sr. Alberto Fasano

- Vice-presidente:
  -  Sr. Carlos Gottero

- Secretario:
  -  Sra. Alicia Imhoff

- Pro-Secretario:
  -  Sr. Sebastián Demarchi

- Tesorero:
  -  Sr Marcelo Fasano

- Pro-Tesorero:
  -  Sr. Daniel Tesio.

- Vocales Titulares:
  -  Sr. Pablo Monetti
  -  Sr. Alejandro Oyoli
  -  Sr. Darío Brunas

- Vocales Suplentes:
  -  Sr. Esteban Dezzi
  -  Sr. Rene Frank
  -  Sr. Oscar Baggiani

- Revisores de Cuentas:
  -  Sr. Mariano Rojo
  -  Sr. Sebastián Depetris
  -  Sr. Pablo Gallo

## Estadio
En cuanto a lo deportivo, Tiro Federal hace de local en el Nuevo Estadio Bautista Monetti para participar de la Liga Regional de Fútbol San Francisco. Además el Club posee 5 canchas de Tenis, un Estadio Cubierto provisto de parquet flotante para la práctica profesional de básquet; un playón polideportivo, un salón de usos múltiples adaptado para la práctica de  Vóley y Patín sobre ruedas.

### Otras instalaciones
El Complejo de Verano de Tiro Federal y Deportivo Morteros está formado por una pileta principal de hasta 4 metros de profundidad en la zona del trampolín, tres piletas para niños de distintas edades y la flamante Pileta Climatizada Cubierta que funciona durante todo el año; además el complejo cuenta con canchas de Vóley playero y sectores con quinchos y parrilleros. También se suman instalaciones para la práctica del Mountain Bike, estadio de Bochas con tribunas, gimnasia para el desarrollo de actividades artísticas; el nuevo Centro de Entrenamiento Deportivo (CED). Y dentro de las actividades recreativas y sociales Tiro Federal ofrece el predio de “El Bosque”, con una añosa arboleda con más de 15 especies autóctonas e implantadas, el Jardín maternal “Chocolatín”, un restaurante de gran categoría.

## Escudo
El escudo que representa a Tiro Federal y Deportivo Morteros está conformado por los colores distintivos que representaban a sus instituciones formadoras; mientras que los TRES círculos entrelazados sobre el fondo blanco son el símbolo de esa unión. Inicialmente el contorno era de color azul, al igual que las letras ubicadas en el marco superior. 

## Uniforme
Colores Uniforme: En su uniforme siempre desplandecieron los colores Verde y Rojo.

## Deportes
El club está asociado a varias disciplinas deportivas como el Fútbol, Básquet, Tenis, Natación, Paddle, Voley, Tiro, Bochas, Patín, Gimnasia, Mountain Bike, y otras. Además es el club más grande de la localidad y uno de los más destacados de la Provincia de Córdoba.

## Palmarés
Varios campeonatos locales (Liga Regional de Fútbol San Francisco) y el Torneo Argentino C, temporada 2006/07, en fútbol. Campeonatos locales, en básquet, en esta actividad jugó varias temporadas en el Nacional de Clubes, en categoría Primera y Juveniles.

## Jugadores

### Plantel 2018
- Actualizado el 26 de enero de 2018

## Campeón Liga Provincial "A" de básquet
Tiro Federal se consagró campeón de la Liga Cordobesa de Básquetbol en dos oportunidades. La primera en la temporada 2008/09 al derrotar a Estudiantes (Río Cuarto) en una serie final que necesitó de un séptimo juego para su definición. La segunda conquista se produjo en la edición 2011/12 del mismo torneo, y el derrotado en esa oportunidad fue Complejo Origone (Justiniano Posse). Previamente, en 2007/08, la ilusión de Tiro quedó trunca al caer ante Unión Eléctrica (Córdoba) en cinco juegos.
Estas fueron todas las definiciones de Tiro Federal cuando avanzó a la final de la Liga Cordobesa.

2007/08 - Unión Eléctrica (Córdoba) 4 - Tiro Federal (Morteros) 1
- Juego 1: Viernes 04/04/2008 :::::::: Unión Eléctrica 77 - Tiro Federal 71

- Juego 2: Domingo 06/04/2008 :::::: Unión Eléctrica 86 - Tiro Federal 74

- Juego 3: Viernes 11/04/2008 :::::::: Tiro Federal 87 - Unión Eléctrica 74

- Juego 4: Domingo 13/04/2008 :::::: Tiro Federal 65 - Unión Eléctrica 95

- Juego 5: Viernes 16/04/2008 :::::::: Unión Eléctrica 94 - Tiro Federal 86

2008/09 - Tiro Federal (Morteros) 4 - Estudiantes (Río Cuarto) 3
- Juego 1: Viernes 08/05/2009 ::::::: Tiro Federal 77 - Estudiantes 79
- Juego 2: Domingo 10/05/2009 ::::: Tiro Federal 93 - Estudiantes 85
- Juego 3: Jueves 14/05/2009 :::::::: Estudiantes 82 - Tiro Federal 79
- Juego 4: Sábado 16/05/2009 ::::::: Estudiantes 81 - Tiro Federal 85
- Juego 5: Viernes 22/05/2009 ::::::: Tiro Federal 91 - Estudiantes 68
- Juego 6: Miércoles 27/05/2009 :::: Estudiantes 105 - Tiro Federal 81
- Juego 7: Sábado 30/05/2009 ::::::: Tiro Federal 80 - Estudiantes 79

Tiro Federal (80): 4- Martina (13), 5- Peruchena (0), 6- Tosolini Augusto (0), 7- Busso (4), 8- Pasalaqua (11), 9- Tosolini Franco (0), 10- Pérez (22), 11- Brun (3), 12- Darbishyre (6), 13- Frank (0), 14- León (21) y 15- Issea (0). Entrenador: Walter Albert.
Estudiantes (79): 4- Forrest (6),  5- Vicario (0), 6- Ferrochio (20), 7- Bonini F. (6), 8- Barjacoba (0), 9- Bonini (7), 10- Imaz (23), 11- Bustos (0), 12- Barlasina (0), 13- Turri (0), 14- Peña (0) y 15- Meneguzzo (17). Entrenador: Javier Bianchelli.
Cuartos: 21-21, 25-20, 18-16 y 16-22.
Árbitros: Gabriel Tarifeño, Alberto Ponzo y Martín Flores.
Comisionado Técnico: Gustavo Tacconi.

2011/12 - Complejo Origone (Justiniano Posse) 1 - Tiro Federal (Morteros) 4
- Juego 1: Viernes 06/04/2012 ::::::: Complejo 104 - Tiro Federal 78
- Juego 2: Domingo 08/04/2012 ::::: Complejo 80 - Tiro Federal 84
- Juego 3: Viernes 13/04/2012 ::::::: Tiro Federal 86 - Complejo 84
- Juego 4: Domingo 15/04/2012 ::::: Tiro Federal 93 - Complejo 77
- Juego 5: Miércoles 18/04/2012 :::: Complejo 88 - Tiro Federal 100

## Último recuerdo del clásico

### Tiro es semifinalista del Provincial A
El segundo partido de la serie de cuartos de final se jugó este viernes en el estadio de Tiro con una multitudinaria presencia de público: 1.100 entradas cortadas. Con la serie 1 - 0 a favor de Tiro, ambos equipos debían buscar el triunfo: el local para definir la serie y el visitante para obligar a un tercer partido. Se enfrentaron dos dignos rivales, para un partido emotivo y que mantuvo la atención del público hasta el final. Nada estuvo dicho hasta el último momento, en que Tiro logró concretar algunas jugadas que le dieron el triunfo.
Los árbitros fueron: Antonio Martínez Junquera (principal), Alberto Ponzo y Gustavo Valladares, el Comisionado Técnico Sergio Raspo.
Tiro: 4- Martina (29), 5- Peruchena, 6- Kartenián, 7- Busso (18), 8- Pasalaqua (14), 9- Tosolini F, 10- Pérez (6), 11- Brun (11), 12- Darbishire, 13- Frank, 14- León (24), 15- Tosolini A. DT Walter Albert.
Nueve: 4- Cañete (13), 5- Benedetto (14), 6- Williams (19), 7- Conti (7), 8- Ferrero, 9- Ferrero (7), 10- Lagraña (15), 11- Toledo, 12- Cuellar, 13- Gatto (5), 14- Bomone (2), 15- Bolis. DT: Claudio Bertona.
Los números del encuentro:
- 1° cuarto: Tiro 31 - Nueve 25
- 2° cuarto: Tiro 16 - Nueve 22
- 3° cuarto: Tiro 26 - Nueve 23

- 4° cuarto: Tiro 29 - Nueve 27
- 1° tiempo: Tiro 47 - Nueve 47
- 2° tiempo: Tiro 55 - Nueve 52
- Final: Tiro 102 - Nueve 99

Con este resultado Tiro se aseguró el pase a la instancia de semifinales contra San Isidro, que se jugará en una serie play off al mejor de cinco encuentros a disputarse los días viernes 17/04, domingo 19/04, viernes 24/04, domingo 26/04 y viernes 01/05. San Isidro le ganó a Instituto en el segundo partido de la serie de cuartos de final por 85 - 84.